# Дзержонжно-Мале
Дзержонжно-Мале (пол. Dzierżążno Małe, нім. Klein Drensen) — село в Польщі, у гміні Велень Чарнковсько-Тшцянецького повіту Великопольського воєводства.
Населення — 103 особи (2011).
У 1975-1998 роках село належало до Пільського воєводства.

## Демографія
Демографічна структура станом на 31 березня 2011 року:
|          | Загалом | Допрацездатний вік | Працездатний вік | Постпрацездатний вік |
| -------- | ------- | ------------------ | ---------------- | -------------------- |
| Чоловіки | 50      | 7                  | 37               | 6                    |
| Жінки    | 53      | 6                  | 35               | 12                   |
| Разом    | 103     | 13                 | 72               | 18                   |